# Lunar Polar Hydrogen Mapper
Lunar Polar Hydrogen Mapper ou LunaH-Map est un nano-satellite de 14 kilogrammes de format CubeSat 6U sélectionné par la direction des missions scientifiques de la NASA dans le cadre de son programme SIMPLEx (Small, Innovative Missions for PLanetary Exploration). Le satellite développé par l'Université d'état de l'Arizona doit permettre d'évaluer le recours à des satellites fortement miniaturisés pour des missions dans l'espace interplanétaire. LunaH-Map embarque un spectromètre à neutrons qui doit lui permettre d'établir une cartographie de l'eau présente dans la région du pôle sud de la Lune par la mesure de l'abondance de l'hydrogène avec une résolution spatiale de 10 kilomètres. Le satellite est un des 13 CubeSats lancés dans le cadre du premier vol de la fusée Space Launch System (mission Artemis I) en novembre 2022. Il doit ensuite se placer sur une orbite lunaire fortement elliptique en utilisant un moteur ionique puis survoler à 141 reprises la région du pôle sud à une altitude comprise entre 5 et 12 kilomètres pour réaliser sa mission scientifique d'une durée de 2 mois mais à la suite d'une panne de son propulseur, reste bloqué en orbite héliocentrique.

## Contexte et objectifs
Au cours des deux dernières décennies, plusieurs missions spatiales ont collecté avec différents types d'instrument des données qui semblent indiquer que de l'eau est présente à la surface de la Lune. Mais du fait des limitations des instruments utilisés, les opinions divergent sur la quantité et la localisation de cette eau et sur le fait que celle-ci pourrait être utilisée pour des applications de type ISRU. L'analyse du panache de débris soulevé par l'impacteur de LCROSS a débouché sur la conclusion que l'eau y serait présente dans une proportion de 5% de la masse. Les instruments LEND de LRO et le spectromètre à neutrons de Lunar Prospector ont également trouvé des indices d'eau dans les régions polaires. La proportion d'hydrogène est supérieure généralement à 150 parties pour mille et l'abondance pourrait dépasser 20 à 40% d'eau dans certaines régions situées en permanence à l'ombre. LunaH-Map a pour objectif de détecter, quantifier et cartographier l'eau présente dans les zones des régions polaires situées en permanence à l'ombre (intérieur de certains cratères) en particulier là ou la température est inférieure à 110 kelvin qui constitue la limite inférieure des phénomènes de sublimation. L'objectif final est déterminer le potentiel de ces ressources pour de futures explorations spatiales avec ou sans équipage. Deux autres CubeSats - Lunar IceCube et Lunar Flashlight - sont lancés dans le cadre de la même mission pour détecter la présence d'eau aux pôles de la Lune.

## Caractéristiques techniques
LunaH-Map est un nano-satellite de format CubeSat 6U, c'est-à-dire que ses dimensions, sa masse et plusieurs de ses caractéristiques sont imposées par ce standard. C'est un parallélépipède rectangle de 10 x 20 x 30 cm avant déploiement de ses appendices (panneaux solaires, antennes, ...) et sa masse dont 1,5 kg pour les ergols utilisés par la propulsion. Pour remplir sa mission, le satellite est stabilisé 3 axes à l'aide d'un système acquis sur étagère comprenant un viseur d'étoiles, quatre capteurs solaires, une centrale à inertie et des roues de réaction. Le CubeSat dispose de 4 panneaux solaires, déployés en orbite, dont deux sont stockés repliés sur eux-mêmes. Ils fournissent environ 65 watts. Les télécommunications sont réalisées à l'aide de l'émetteur récepteur Iris développé par le JPL et déjà embarqué sur d'autre missions. Le débit vers la Terre de cet émetteur, qui fonctionne en bande X, est de 62,5 à 128 kilobits/s avec une antenne parabolique réceptrice de 34 mètres de diamètre. Le système de gestion bord est pris en charge par un ordinateur embarqué utilisant un microprocesseur LEON3-FT radiodurci.

## Propulsion
Pour remplir sa mission, LunaH-Map doit s'insérer en orbite autour de la Lune puis réduire son périgée pour commencer la phase scientifique de la mission. Pour se propulser, le CubeSat met en œuvre un moteur ionique d'une poussée de 0,7 milliNewton avec une impulsion spécifique de 1900 secondes. Celui-ci a été également retenu pour un autre CubeSat lancé dans le cadre du même vol : Lunar IceCube. Le volume disponible est mal adapté à un réservoir pressurisé (sphérique) utilisé pour stocker le xénon, ergol utilisé d'habitude pour les moteurs ioniques. Le fournisseur du moteur ionique (Busek) a choisi d'utiliser comme ergol du diiode car celui-ci est stocké à l'état solide (donc non pressurisé) tout en disposant d'une masse molaire (facteur ayant un impact direct sur le rendement du moteur) de 127 g, proche de celle du xénon (130 g). La poussée est limitée par la quantité d'énergie disponible (environ 65 watts). Le CubseSat emporte 1,5 kg d'ergols qui lui permettent d'accélérer (Δv) de 1,2 km/s. Le moteur peut être orienté avec deux degrés de liberté et faire un angle de 10° avec l'axe du satellite,,.

## Instrument scientifique embarqué
LunaH-Map emporte un spectromètre à neutrons Mini-NS qui utilise un scintillateur comprenant deux détecteurs de 100 cm² comprenant chacun 8 pavés de 2,5 x 2,5 cm en CLYC permettant de détecter les neutrons thermiques (< 0,3 eV) et épithermiques jusqu'à 662 keV. L'instrument a une masse de 2,6 kg et consomme 2 watts lorsqu'il fonctionne,.

## Déroulement de la mission
LunaH-Map et 9 autres CubeSats constituent la charge utile secondaire de la mission Artemis I lancée le 16 novembre 2022. Celle-ci est embarquée sur le premier vol de la fusée Space Launch System dont l'objectif principal est de tester le vaisseau  Orion et le fonctionnement du nouveau lanceur. Les CubeSats sont stockés dans l'adaptateur qui relie le second étage du lanceur avec le vaisseau spatial. Ils sont largués sur une orbite de transfert vers la Lune.
Il est prévu que LunaH-Map utilise son moteur ionique pour s'insérer sur une orbite lunaire polaire : il le fait fonctionner durant 24 heures, puis après un premier survol de la Lune qui a lieu 4 jours après le lancement, il l'utilise une deuxième fois durant 42 heures près de l'apogée. Le deuxième survol de la Lune a lieu 159 jours après le lancement. Le CubeSat est capturé par la Lune 229 jours après le lancement. L'orbite est alors progressivement modifiée de manière à l'abaisser pour survoler le pôle sud de la Lune à une altitude de 5 à 12 kilomètres en circulant sur une orbite d'une période 10 heures. La phase scientifique de la mission d'une durée de deux mois commence alors. À chaque passage au-dessus du pôle sud, le CubeSat utilise le spectromètre à neutrons embarqué pour mesurer l'énergie des neutrons qui ont interagi avec la couche superficielle (1 mètre de profondeur) de la surface de la Lune et qui ont été réfléchis par celle-ci. La distribution de l'énergie des neutrons permet d'en déduire la quantité d'hydrogène stockée dans la couche superficielle du sol lunaire et de calculer par cet intermédiaire la quantité d'eau présente. Le CubeSat doit survoler au cours de ces deux mois à 141 reprises la région du pôle sud permettant de cartographier complètement la région avec une résolution spatiale d'environ 10 kilomètres,.
Cependant, alors que les autres systèmes de la sonde fonctionnent correctement, le système de propulsion refuse de fonctionner, une valve du moteur étant partiellement bloquée.
La sonde renvoie toutefois des données acquises par son instrument tandis que la NASA tente de sauver la mission en chauffant la valve pour la débloquer : en effet, d'autres opportunités d'insertion en orbite lunaire existent. Il est également envisagé une mission sur un astéroïde géocroiseur mais finalement, l'agence spatiale ne parvient pas à restaurer le moteur et met fin à la mission en mai 2023 après six mois de tentatives. La sonde est entrée sur une orbite stable autour du Soleil. Le spectromètre à neutrons ayant parfaitement fonctionné, il est désormais inclus dans la suite instrumentale Lunar Vulkan Imaging and Spectroscopy Explorer (Lunar-VISE) qui doit être lancée par une future mission CLPS.

### Documents de référence
- (en) Craig Hardgrove, « The lunar polar hydrogen mapper (lunah-map) mission : mapping hydrogen distributions in permanently shadowed regions of the moon’s south pole - Lunar Exploration Analysis Group », 18 février 2016
- (en) Craig Hardgrove, « The Lunar polar Hydrogen Mapper (LunaH-Map) Mission », 2017